# Gaetano de Lai
Gaetano de Lai (Malo, 26 de julho de 1853 - Roma, 24 de outubro de 1928) foi um cardeal italiano da Igreja Católica Romana. Fazia parte da Cúria Romana. Era um defensor sincero do movimento monarquista francês Action Française.

## Biografia
De Lai nasceu em Malo, Vicenza . Ele foi feito cardeal em 1907 pelo Papa Pio X , que também, quatro anos depois, consagrou-o como bispo titular de Sabina em 1911.
Ele participou do conclave de 1914, que elegeu o papa Bento XV , e o conclave de 1922, que escolheu o papa Pio XI .
Ele morreu em Roma.